# 杜阿拉联合足球俱乐部
杜阿拉联合足球俱乐部（Union Douala）是一支位于喀麦隆杜阿拉的职业足球俱乐部，球队成立于1957年，主体育场为杜阿拉统一体育场（Stade de la Réunification）

## 球队战绩
- 喀麦隆足球甲级联赛: 4次

1969, 1976, 1978, 1990
- 喀麦隆杯: 5次

1961, 1969, 1980, 1985, 1997
- 非洲俱乐部冠军杯: 1次

1979
- 非洲优胜者杯: 1次

1981